# Píratar
Píratar (Parteibuchstabe seit 2016: P, vorher Þ) ist die isländische Piratenpartei. Sie war von 2012 bis 2024 im isländischen Parlament Althing vertreten.

## Geschichte
Die Partei wurde am 24. November 2012 nach einer mehrmonatigen Vorbereitungsphase in Reykjavík gegründet. Erste Präsidentin war Birgitta Jónsdóttir, ehemalige WikiLeaks-Sprecherin und seit 2009 für die Bürgerbewegung Abgeordnete im isländischen Parlament Althing. Zu den Gründern zählten daneben der Geschäftsführer der Isländischen Initiative zu modernen Medien (IMMI), Smári McCarthy sowie der ehemalige Sprecher von OpenLeaks, Herbert Snorrason.
Die Partei erhielt bei ihrem erstmaligen Antreten zu der Parlamentswahl in Island 2013 5,1 Prozent der Stimmen, sie eroberte damit drei Sitze im Althing. Im März 2015 wurde sie erstmals in einer Wahlumfrage stärkste Partei. Bei der vorgezogenen Parlamentswahl 2016 erhielt sie 14,5 Prozent und zehn Sitze, bei der ebenfalls vorgezogenen Parlamentswahl 2017 sanken der Stimmenanteil auf 9,2 % und die Zahl der Sitze auf 6. Durch den Wechsel von Andrés Ingi Jónsson (vormals Links-Grüne Bewegung, dann fraktionslos) zu den Píratar im Februar 2021 erhielt die Partei einen weiteren Sitz. Nach der Parlamentswahl vom 25. September 2021 hatte die Partei mit einem Stimmenanteil von 8,6 % wiederum 6 Sitze inne.
Bei der Parlamentswahl 2024 kam die Partei nur noch auf 3,0 % der Stimmen und schied aus dem Parlament aus. 

### Internationale Zusammenarbeit
Am 20. April 2015 stimmte die Partei mit überwältigender Mehrheit für einen Austritt von Pirate Parties International (PPI). Ein Mitglied der Exekutive, Arnaldur Sigurðarson, meldete einen Stimmenanteil von 96,56 % zugunsten des Austritts, und fügte hinzu: „Die PPI war ziemlich nutzlos, wenn es um Ziele ging, die die internationale Zusammenarbeit zwischen Piratenparteien fördern sollten.“

## Struktur
Der Vorstand besteht aus sieben Mitgliedern. Dabei soll die Präsidentin als Vorsitzende des Vorstands dennoch als „Gleiche unter Gleichen“ angesehen werden. Zwei Vorstandsmitglieder werden nach dem Zufallsprinzip ausgewählt, die vier weiteren wurden mittels übertragbarer Einzelstimmgebung gewählt. Der Vorstand amtiert jeweils ein Jahr.

### Parteivorsitzende
- 2012–13 Birgitta Jónsdóttir
- 2013–14 Jón Þór Ólafsson[1]
- 2014–15 Birgitta Jónsdóttir[13]
- 2015–16 Helgi Hrafn Gunnarsson[14]
- 2016–17 Þórhildur Sunna Ævarsdóttir[15]
- 2017–18 Halldóra Mogensen[16]
- 2018–19 Björn Leví Gunnarsson[17]
- 2019–20 Smári McCarthy[18]
- seit 2020 Jón Þór Ólafsson[1]

### Vorfeldorganisationen
Am 20. August 2013 wurde die Jugendorganisation Ungir Píratar gegründet. Dieser können Personen im Alter von 15 bis 30 Jahren beitreten. Die Ungir Piratar sind Mitglied der europäischen Jugendorganisation Young Pirates of Europe.
Daneben bestehen mit Píratar 60+ eine Seniorenvertretung und mit Hinsegin Píratar eine Vertretung der Queer-Piraten.

## Programm
In ihrem Programm setzt sich die Partei unter anderem für folgende Punkte ein:
- das Recht des Einzelnen, sich Informationen zu beschaffen, darf nicht beeinträchtigt werden
- jede Person soll das Recht auf Privatsphäre haben
- Informationen sollen der Öffentlichkeit zugänglich gemacht werden
- bürgerliche Rechte wie Meinungs- und Informationsfreiheit dürfen nicht eingeschränkt werden und sind besonders zu schützen
- direkte Demokratie soll gestärkt und die Zentralisierung der Macht reduziert werden

## Logo

Ehemaliges Wappen Islands

Das Logo der Partei setzt sich zusammen aus dem internationalen Logo der Piratenpartei, ergänzt um einen weißen Umriss des Dorschs, der sich auf dem ehemaligen Wappen Islands während der Zeit unter dänischer Herrschaft vom 16. Jahrhundert bis 1903 befand.